# Colli-Agbamè
Colli-Agbamè ist eine Stadt und ein Arrondissement im Departement Atlantique in Benin. Es ist eine Verwaltungseinheit, die der Gerichtsbarkeit der Kommune Toffo untersteht.

## Demografie und Verwaltung
Gemäß der Volkszählung von 2013 hatte das Arrondissement 11318 Einwohner, davon waren 5350 männlich und 5968 weiblich.
Von den 76 Dörfern und Quartieren der Kommune Toffo entfallen acht auf das Arrondissement Colli-Agbamè: Agbamè, Bossouvi, Dogoudo, Hêlita, Hounyèmè und Koudjananko.